# Den sjungande trappuppgången
Den sjungande trappuppgången är en TV-serie i sex avsnitt på SVT med start 6 februari 2012.
Med inspiration från engelsk förlaga handlar serien om experimentet, att samla en större grupp människor med olika ålder och bakgrund, boende i samma förortsstadsdel utan större kontakt med sina grannar, och tillsammans bilda en sångkör med målet att uppträda vid offentliga konserter. Under ledning av körledaren Lena Ekman Frisk samlar man i stadsdelen Lindängen i södra Malmö ihop en brokig grupp sångintresserade – vissa med sångarbakgrund/-drömmar – personer, bildar en kör, gör studieresa till Köpenhamn och Köpenhamnsoperan, Malmöparken med mera, repeterar några månader med några mindre konserter och med slutmålet – en konsert i Malmö Konserthus med Malmö Symfoniorkester. I serien medverkar också artister som Sarah Dawn Finer, "Gonza", Fernando Concha Viaux, Rickard Söderberg, Tommy Hansson, antivåldsprofilen Tony Bengtsson och nya unga hiphopartister under inspelning i studio på Lindängen. Dessutom gör man hembesök hos och samtalar med flera av körmedlemmarna, som genom serien och kören lärt känna varandra, umgås och upplever en positiv förändring i tillvaron genom detta.